# Saskatchewan
Saskatchewan is een provincie van Canada. De provincie heeft een oppervlakte van 651.900 km² en meer dan 1 miljoen inwoners. De provincie dankt haar naam aan de gelijknamige rivier de Saskatchewan.

## Geografie

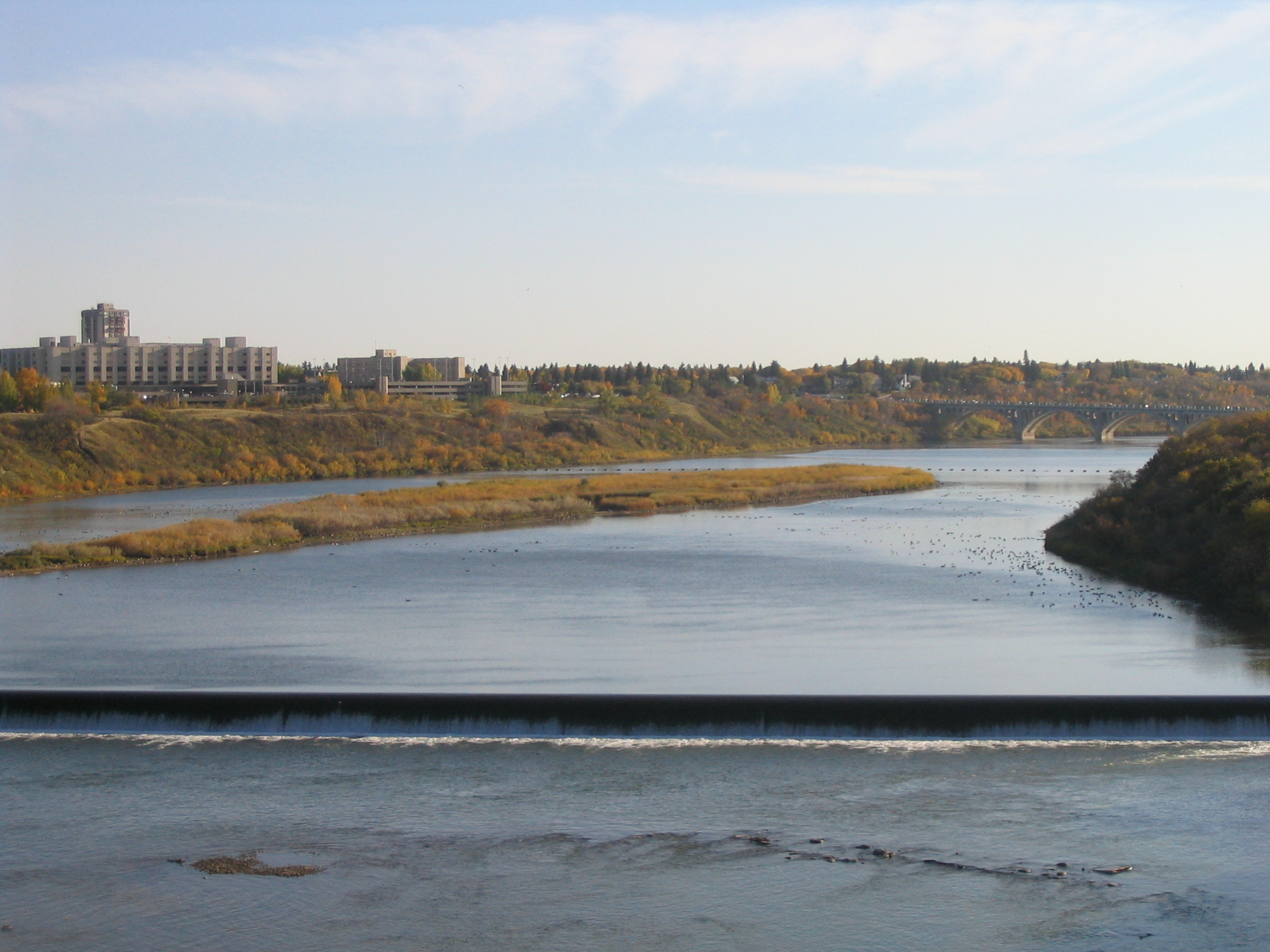
De rivier Saskatchewan

Saskatchewan is een van de prairieprovincies van Canada grenzend aan Alberta in het westen en Manitoba in het oosten. Ten noorden van de provincie ligt Northwest Territories terwijl Saskatchewan op één geografisch punt Nunavut raakt.
De vorm van Saskatchewan is opmerkelijk gezien het geheel gedefinieerd is aan de hand van parallellen en meridianen. In het zuiden is dit de 49e breedtegraad (wat tevens de grens met de Amerikaanse staten Montana en North Dakota is), in het noorden de 60e breedtegraad, in het oosten de 102e lengtegraad en ten slotte in het westen de 110e lengtegraad.
Op het eerste gezicht lijkt Saskatchewan daarom op een perfecte rechthoek (op sommige kaarten een trapezium maar dat komt door de vervormingen van de gebruikte kaartprojectie). De zuidelijke helft van de oostgrens heeft echter diverse insprongen die voortkomen uit correctielijnen om het Dominion Land Survey-programma (DLS) te laten kloppen (DLS = project dat het gehele Canadese prairiegebied indeelde in stukjes van 1 vierkante mijl). De noordelijke helft van de grens tussen Saskatchewan en Manitoba loopt wel gelijk met de 102e-meridiaan. Het "knikpunt" tussen deze twee delen bevindt zich nabij McCallum Lake.
Saskatchewan is overwegend vlak met als hoogste punt Cypress Hill, met een hoogte van 1.392 meter boven zeeniveau. De belangrijkste rivieren zijn de Saskatchewan, de Assiniboine en de Churchill. Ongeveer de helft van Saskatchewan is bedekt door bossen terwijl er, mede in het noorden van de provincie, talrijke, veelal kleine, meren te vinden zijn. In het zuiden is er onder andere het stuwmeer Lake Diefenbaker.
Regina, de hoofdstad van de provincie, heeft een inwoneraantal, volgens de volkstelling van 2001 van 178.225 terwijl de grootste stad, Saskatoon 206.500 inwoners telt.

## Geschiedenis
De eerste Europese nederzetting in wat later de provincie Saskatchewan zou worden, Cumberland House, was een handelspost van de Hudson's Bay Company, gesticht in 1774. Voor die tijd werd het gebied bewoond door de Athapascan, Algonkin en Nakota-Sioux indianen.
In 1870 kwam het gebied onder jurisdictie van de Northwest Territories en na de aanleg van de Canadian Pacific Railway nam de blanke bevolking snel toe. Op 1 september 1905 ten slotte werd de Province of Saskatchewan gecreëerd en tot de Canadese confederatie toegelaten als 9e provincie.

### Genocide
In de jaren '80 voerde premier John A. Macdonald een genocidaal bewind tegen de inheemse volken in wat later de provincie Saskatchewan zou worden. Deze bestond uit maatregelen die moesten leiden tot uithongering. Alles met het doel hen te bewegen zich te vestigen in kleine reservaten, zodat de vlakte waar zij woonden "vrij" kwam voor een spoorweg en nederzettingen van blanken. Duizenden inheemsen kwamen hierdoor om het leven.
In 1879 had hij Nicholas Flood Davis naar de VS gezonden om daar het residentiële schoolsysteem te bestuderen, opgezet om de inheemse volken daar (de Native Americans of American Indians) te civiliseren. Een "blank beschavingsoffensief" dus. Dit systeem werd vervolgens ook in Canada ingevoerd met - eveneens - desastreuze gevolgen voor de inheemse bevolking daar.

## Politiek
Op provinciaal niveau leunt de provincie, meer dan de andere provincies van Canada, naar links in politiek opzicht. De socialistisch getinte NDP heeft meermalen de regering gevormd. Opmerkelijk genoeg leunt Saskatchewan tijdens federale verkiezingen juist naar rechts. Bij de verkiezingen van 23 januari 2006 wonnen de Conservatieven 12 van de 14 Ridings, de overige twee werden veroverd door de Liberalen.

## Demografie en economie
In 2004 telde Saskatchewan 988.980 inwoners, een lichte stijging vergeleken met 1996 en 2001. De provincie telde in 1911 minder dan een half miljoen mensen waarna de bevolking in twintig jaar tijd bijna verdubbelde. Sindsdien is de groei gestagneerd en bleef het bevolkingsaantal lang onder de één miljoen steken. De oorspronkelijke bewoners vormen ongeveer tien procent van het totaal.
Landbouw vormt de belangrijkste bron van inkomsten. Vooral de teelt van tarwe is daarbij van belang. Daarnaast vormt deze provincie wereldwijd de belangrijkste bron van uranium.